# Hans Zdražila

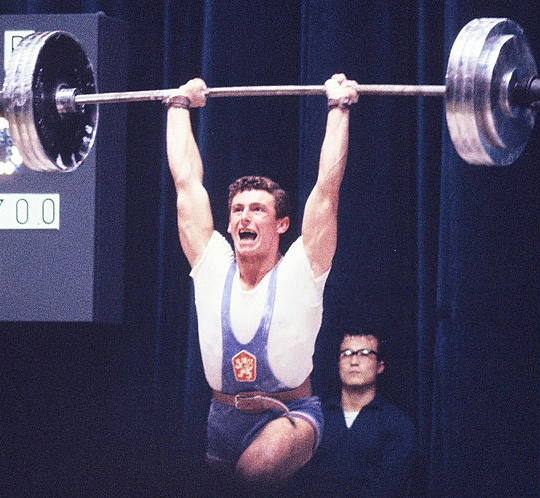
Hans Zdražila bei den Olympischen Spielen 1964

Hans Zdražila (* 3. Oktober 1941 in Ostrau, Protektorat Böhmen und Mähren) ist ein ehemaliger tschechoslowakischer Gewichtheber.

## Werdegang
Hans Zdražila kam mit 16 Jahren zum Gewichtheben. Als angehender Leichtathlet wollte er mit dem Training mit Gewichten seine Körperkraft verbessern und blieb schließlich ganz beim Gewichtheben. Ende 1958 erreichte er erstmals 300 kg im olympischen Dreikampf und 1959 wurde er tschechoslowakischer Jugendmeister in der Klasse bis 75 kg Körpergewicht mit 317,5 kg. Nachdem er weitere Fortschritte gemacht hatte, wurde er, der seine Lehre als Mechaniker in einem Stahlwerk abgeschlossen hatte, für zwei Jahre zum Militär eingezogen. Außerdem wechselte er zum Prager Sportverein Ruda Hvezda. Nach der Aufnahme in die Nationalmannschaft kümmerte sich in erster Linie der Nationaltrainer Antonin Dresl um ihn, nachdem er vorher keinen speziellen Trainer hatte. Bald stellten sich für den schwarzhaarigen Hans auch internationale Erfolge ein und zum Höhepunkt seiner Laufbahn wurde der Olympiasieg 1964 in Tokio im Mittelgewicht, wo es ihm gelang, den sowjetischen Sportler Wiktor Kurenzow zu schlagen, was damals einer kleinen Sensation gleichkam. Nach 1964 rückte er in das Leichtschwergewicht (bis 82,5 kg Körpergewicht) auf und setzte seine Karriere bis 1968 mit guten Erfolgen fort. Ein ganz großer Sieg gelang ihm aber nicht mehr. Nach den Olympischen Spielen 1968 beendete er seine Laufbahn als Gewichtheber.

## Internationale Erfolge
(OS = Olympische Spiele, WM = Weltmeisterschaft, EM = Europameisterschaft, Mi = Mittelgewicht, Ls = Leichtschwergewicht)
- 1962, 2. Platz, Donaupokal, Mi, mit 372,5 kg, hinter Mihály Huszka, Ungarn, 402,5 kg und vor Albert Huser, Deutschland, 370 kg;
- 1963, 2. Platz, Großer Preis von Moskau, Mi, mit 412,5 kg, hinter Wladimir Beljajew, UdSSR, 415 kg und vor Huszka, 410 kg;
- 1963, 3. Platz (3. Platz), WM + EM in Stockholm, Mi, mit 422,5 kg, hinter Alexander Kurynow, UdSSR, 437,5 kg und Huszka, 437,5 kg;
- 1964, 1. Platz, Donaupokal in Ljubljana, Mi, mit 422,5 (125.0, 127,5, 170.0) kg;
- 1964, 2. Platz, EM in Moskau, Mi, mit 425 kg, hinter Wiktor Kurenzow, UdSSR, 445 kg und vor Werner Dittrich, DDR, 420 kg;
- 1964, Goldmedaille (gleichzeitig Weltmeister), OS in Tokio, Mi, mit 445 kg, vor Kurenzow, 440 kg und Masushi Ōuchi, Japan, 437,5 kg;
- 1965, 2. Platz, EM in Sofia, Ls, mit 460 kg, hinter Alexander Kidjajew, UdSSR, 467,5 kg und vor Norbert Ozimek, Polen, 445 kg;
- 1966, 1. Platz, Donaupokal in Wien, Ls, mit 435.0 (130.0, 135,5, 170.0) kg;
- 1966, 3. Platz (3. Platz), WM + EM in Berlin, Ls, mit 465 kg, hinter Wladimir Beljajew, UdSSR, 485 kg und Győző Veres, Ungarn, 485 kg;
- 1967, 1. Platz, Donaupokal in Bratislava, Ls, mit 442,5 kg, vor Aschenbrenner, Österreich, 420 kg und Károly Bakos, Ungarn, 417,5 kg;
- 1967, 3. Platz, Vorolymp. Spiele in Mexiko-Stadt, Ls, mit 470 kg, hinter Norbert Ozimek, Polen, 475 kg und Joe Puleo, USA, 472,5 kg;
- 1968, 1. Platz, Donaupokal in Budapest, Ls, mit 440.0 (130.0, 135,5, 175.0) kg;
- 1968, 4. Platz, EM in Leningrad, Ls, mit 447,5 kg, hinter Boris Selitski, UdSSR, 472,5 kg, Ozimek, 470 kg und Karl Arnold (Gewichtheber), DDR, 465 kg;
- 1968, 6. Platz, OS in Mexiko-Stadt, Ls, mit 462,5 kg, hinter Selitski, 485 kg, Beljajew, 485 kg, Ozimek, 472,5 kg, Veres, 472,5 kg und Arnold, 467,5 kg.

## Meisterschaften der ČSSR
Hans Zdražila gewann siebenmal die tschechoslowakische Meisterschaft im Mittel- bzw. Leichtschwergewicht.

## Weltrekorde
im beidarmigen Stoßen:
- 177,5 kg, 1964 in Tokio, Mi,

im olympischen Dreikampf:
- 445 kg, 1964 in Tokio.